# Nikolaj Vasil'evič Krylenko
Nikolaj Vasil'evič Krylenko (Николай Васильевич Крыленко; Bechteevo, 2 maggio 1885 – Mosca, 29 luglio 1938) è stato un giurista sovietico di grande fama e tra il 1936 ed il 1938 ricoprì la carica di commissario del popolo per la giustizia dell'URSS.

## Biografia
Nato da una famiglia quasi sicuramente ucraina di condizione media, nel 1904 venne mandato a studiare giurisprudenza a San Pietroburgo, allora capitale della Russia zarista.
In città entrò presto in contatto con movimenti di stampo comunista e socialista, tanto che venne presto costretto a riparare in esilio per alcuni anni.
Arruolatosi nell'esercito zarista all'inizio della prima guerra mondiale (secondo alcuni vi venne costretto) presto diventò un fedelissimo di Lenin ed un personaggio di spicco nel suo entourage.
Diventato commissario alla Guerra (22 novembre 1917) in seguito alla destituzione di Nikolaj Nikolaevič Duchonin, trattò con la Germania la pace di Brest-Litovsk (1918), propugnando la costituzione dell'Armata Rossa secondo criteri opposti a quelli gerarchici dell'esercito zarista.
Da quel momento fece carriera come procuratore dell'URSS con il compito di debellare la dissidenza al comunismo. Grande accusatore dei più grandi processi degli anni tra il 1918 e il 1922, Krylenko "affermava che il Comitato esecutivo centrale del partito ha il diritto di interferire in qualsiasi processo, che esso grazia e commina pene capitali illimitatamente, a proprio arbitrio; che i tribunali sono, al tempo stesso, creatori del diritto e «arma politica»: «non mi si dica – sosteneva Krylenko – che il nostro tribunale deve funzionare appoggiandosi unicamente su norme scritte esistenti. Noi viviamo nel processo della rivoluzione; noi stiamo creando un nuovo diritto e nuove norme etiche»."
Krylenko assolse talmente bene il suo compito che fece una rapida carriera e venne presto considerato uno dei maggiori uomini del potere sovietico.
Partecipò alla stesura dei codici penali del 1922, 1926 e 1934 e, inoltre, elaborò un progetto nel 1927.
Dal 1924 alla sua morte fu anche direttore dell'importante rivista di scacchi 64.
Nel 1929, assieme allo studioso Evgenij Bronislavovič Pašukanis, elaborò la teoria del "principio di corrispondenza dei fini".
Nel 1930, nella sua qualità di procuratore generale dell'Urss sostenne l'accusa nel processo contro il partito Industriale.  Nel 1936 venne promosso a commissario alla Giustizia per i suoi meriti.
Tuttavia - al pari di altri noti giuristi sovietici che avevano teorizzato il superamento della sovrastruttura giuridica una volta esauritasi la fase dello stato intermedio, fra i quali lo stesso Evgenij Bronislavovič Pašukanis - si trovò presto in contrapposizione con Stalin e quindi venne improvvisamente destituito nel gennaio 1938 e arrestato poco dopo.
Dopo una lunga attesa venne processato e condannato a morte per presunte irregolarità ed incapacità nella gestione del suo ministero.
La condanna venne tuttavia revocata post mortem e la sua figura completamente riabilitata nel 1956.